# Fiat Regata
Fiat Regata började tillverkas 1983 och fyllde behovet av en liten sedan mellan den lilla Fiat Uno och den större Fiat Argenta. Huvudkonkurrenten var vid tiden Volkswagen Jetta. Regata baserades på Fiat Ritmo och fanns både i sedan- och i kombiversion kallad Weekend. Under denna tid samarbetade Fiat med Seat och därför såldes även en omgjord Regata under namnet Seat Malaga. 1990 ersattes den av Tempra, 1995 i Argentina.
I Sverige och Sydamerika fick bilmodellen namnet Regatta. 
När den kom betraktades den som en ovanligt snygg bil i en blindundersökning som gjordes när bilar med övertejpade emblem fick granskas av ett urval personer. I Sverige blev modellen kanske mest känd då TV-profilen Svullo körde sönder ett exemplar i slutet av 1980-talet. De svenska versionerna såldes med 1,5 liters enkelkam eller 1,6 liters twincam-motor (Regatta 85 resp. 100S. – 79 resp. 101 hk). Regatta 100S fick senare beteckningen 90 i.e. när den försågs med insprutning och katalysator och 85 blev 75 i.e av samma anledning.
I ett jämförelsetest 1985 mellan Regatta Weekend och Opel Kadett Caravan fann Teknikens Värld att Fiat var att föredra som praktisk och rymlig familjebil.
Utomlands fanns en rad olika motorer att välja på; en av dem hade start-stop teknik vilken automatiskt stängde av motorn vid exempelvis rödljus eller bilköer.